# Phormidiaceae
Famille
Les Phormidiaceae sont une famille de cyanobactéries de l'ordre des Oscillatoriales. 

## Liste des genres
Selon World Register of Marine Species (2 novembre 2019) :
- genre Ammassolinea P.Hasler, P.Dvorák, A.Poulücková & D.A.Casamatta, 2014
- genre Ammatoidea West & G.S.West, 1897
- genre Ancylothrix M.D.Martins & L.H.Z.Branco, 2016
- genre Coleofasciculus Siegesmund, J.R.Johansen & Friedl, 2008
- genre Dasygloea Thwaites ex Gomont, 1892
- genre Katagnymene Lemmermann, 1899
- genre Limnospira Nowicka-Krawczyk, Mühlsteinová & Hauer, 2019
- genre Lyngbyopsis N.L.Gardner, 1927
- genre Phormidesmis Turicchia, Ventura, Komárková & Komárek, 2009
- genre Phormidiochaete Komárek, 2001
- genre Planktothricoides Suda & Watanabe, 2002
- genre Potamolinea M.D.Martins & L.H.Z.Branco, 2016
- genre Planktothrix Anagnostidis & Komárek, 1988
- genre Planktotricoides Suda & M.Watanabe, 2002
- genre Proterendothrix West & G.S.West, 1897
- genre Pseudophormidium (Forti) Anagnostidis & Komárek, 1988
- genre Pseudoscillatoria Rasoulouniriana, Siboni, Ben-Dov, Kramarsky-Winter, Loya & Kushmaro, 2009
- genre Symploca Kützing ex Gomont, 1892
- genre Symplocastrum (Gomont) Kirchner, 1898
- genre Trichodesmium Ehrenberg ex Gomont, 1892
- genre Trychonema Anagnostidis & Komárek
- genre Tychonema Anagnostidis & Komárek, 1988
- genre Wilmottia Strunecky, Elster & Komárek, 2011

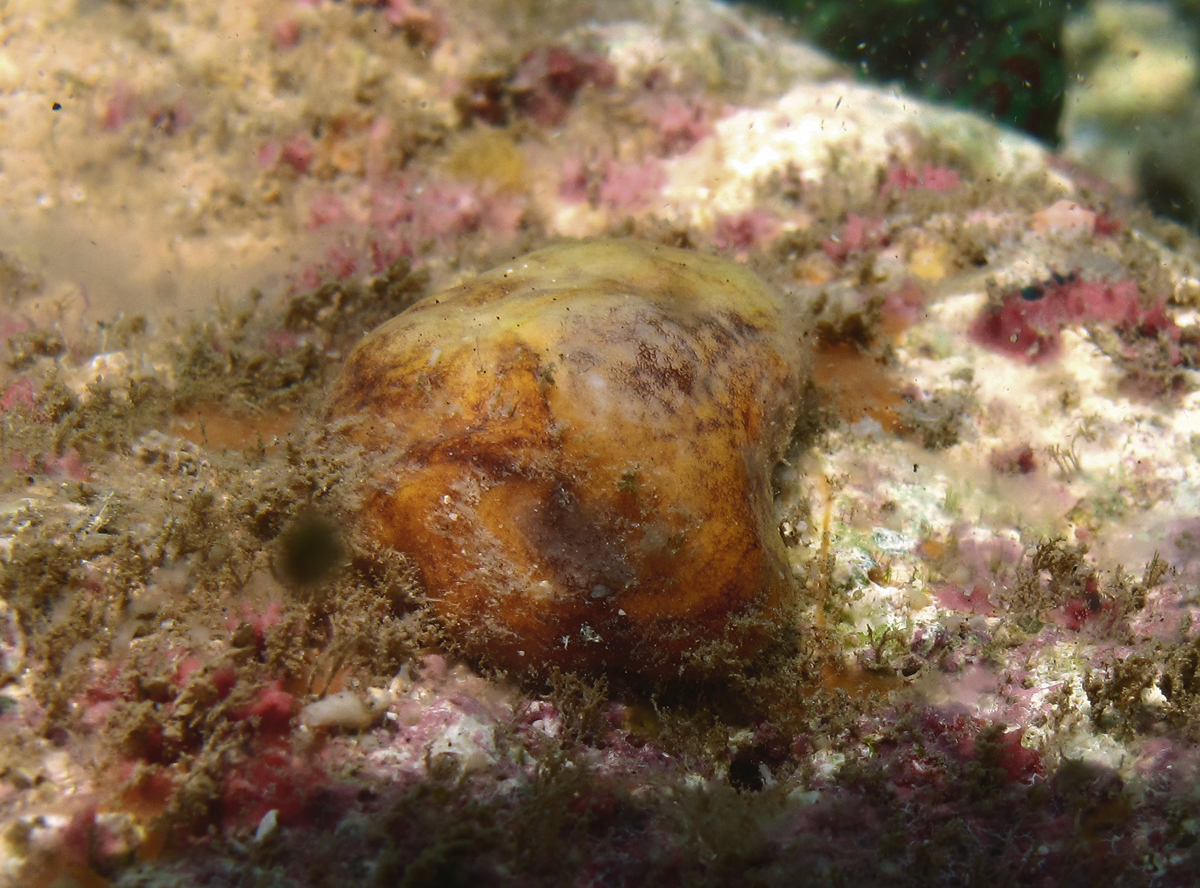
Phormidium hendersonii?.
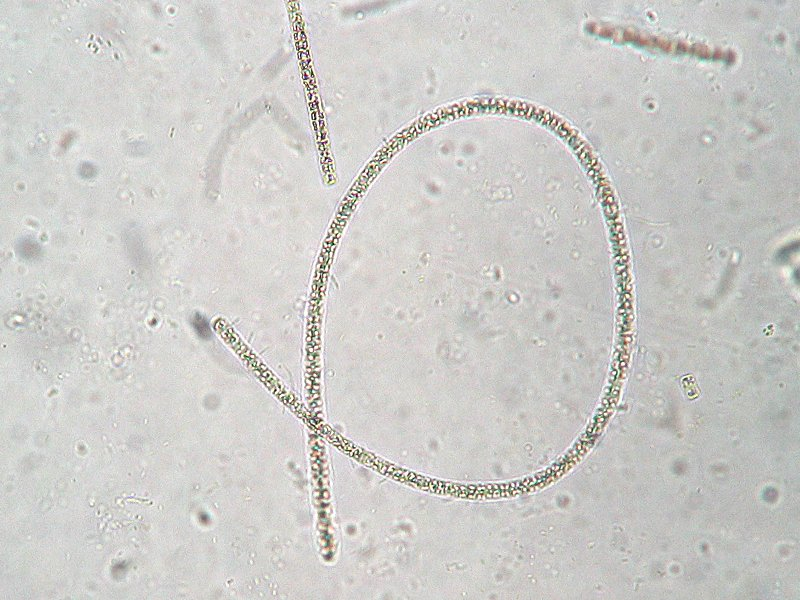
Planktothrix rubescens.
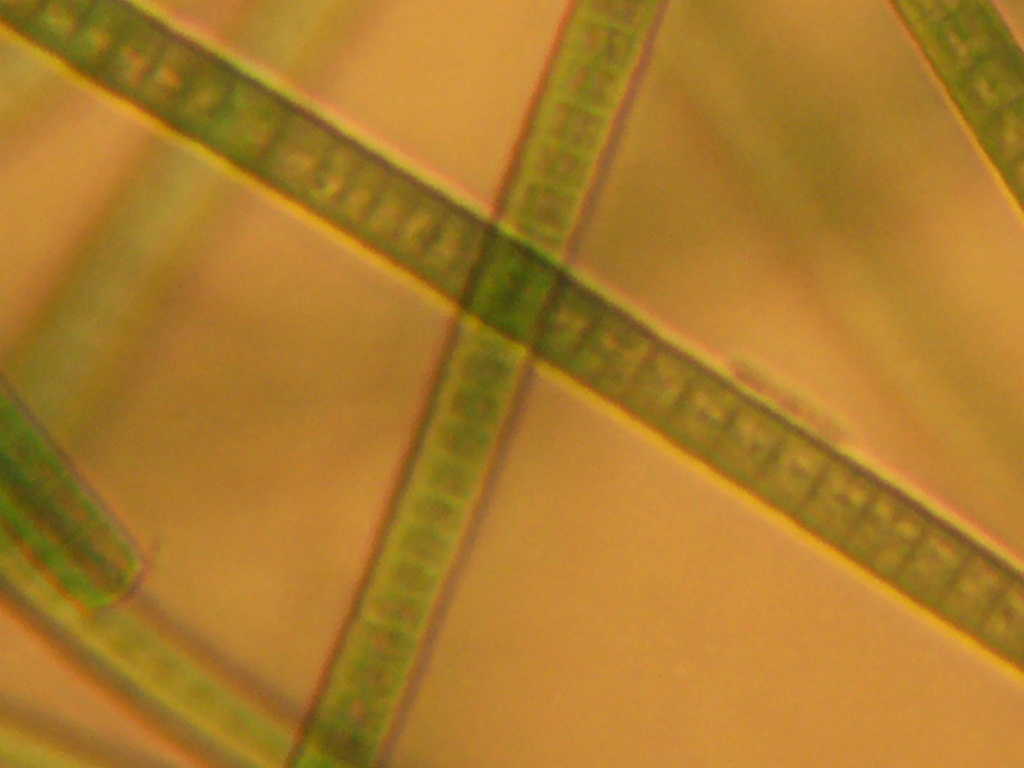
Phormidium sp. au microscope.

## Publication originale
- Konstantinos Th. Anagnostidis et Jiří Komárek, « Modern approach to the classification system of cyanophytes. 3 - Oscillatoriales », Algological Studies, vol. 50-53,‎ 1er janvier 1988, p. 327-472 (ISSN 0342-1120).